# Mirror (groupe)
Pour les articles homonymes, voir Mirror.
Mirror (stylisé MIRROR) est un groupe chinois de cantopop, originaire de Hong Kong. Le groupe est composé de douze membres : Frankie Chan, Alton Wong, Lokman Yeung, Stanley Yau, Anson Kong, Jer Lau, Ian Chan, Anson Lo, Jeremy Lee, Edan Lui, Keung To et Tiger Yau. Ils font leurs débuts le 3 novembre 2018 avec le single In a Second (一秒間).
Le groupe remporte de nombreuses récompenses depuis ses débuts, notamment un Metro Radio Hits Music Award pour le meilleur groupe, un Ultimate Song Chart Award pour le groupe de l'année (bronze), et le groupe de l'année (or) lors des premiers Chill Club Music Awards organisés par ViuTV. Mirror est considéré comme l'une des forces motrices du regain d'intérêt pour le genre cantopop et comme ayant suscité une vague de fandomisation sans précédent à Hong Kong,,. Leur single Ignited de 2020 remporte le Top 10 de la chanson de l'année aux Ultimate Song Chart Awards et aux Chill Club Music Awards. En 2021, leur single Warrior est en tête du Ultimate 903 Chart pendant deux semaines, la première chanson d'un groupe à le faire en 15 ans.

## Histoire
En juillet 2018, le concours de téléréalité Good Night Show - King Maker de ViuTV commence à rechercher des artistes potentiels. 99 candidats masculins sont auditionnés avec succès pour l'émission. Les participants se produisent individuellement et en groupe, et un jury décide qui passerait au tour suivant,. La finale est diffusée en direct le 14 octobre 2018, avec des résultats décidés par un vote du public et un jury. Keung To remporte la compétition, Ian prend la deuxième place et Lokman la troisième. Anson Kong, Edan, Jeremy et Stanley faisaient partie du top 10. ViuTV avait l'intention de former un groupe de garçons avec les 10 premiers finalistes et a procédé à des négociations contractuelles.
Mirror commence officiellement le 3 novembre 2018 avec douze membres,, avec le producteur de King Maker, Ahfa Wong, en tant que manager du groupe. Selon le leader du groupe, Lokman, le nom Mirror est choisi parce que « les membres se regardent dans le miroir chaque matin et voient leur vrai moi ; quand il y a plusieurs miroirs, ils peuvent refléter des images infinies ; de même, avec un potentiel infini, la combinaison de ces membres uniques permettrait des possibilités illimitées ». Lors de la première conférence de presse, ils interprètent leur premier single In a Second (一秒間).
Le 20 janvier 2021, le groupe sort son premier album studio, One and All, qui comprend six singles du groupe et quinze chansons solo sorties par les membres en 2020. En mars 2021, Mirror sort son single de groupe Warrior. Le 5 avril 2024, Mirror sort son deuxième single en anglais, Day 0, avec la star de la NBA Damian Lillard (Dame D.O.L.L.A.). Le groupe fait ensuite la promotion de la chanson sur Good Day New York et CNN, marquant ainsi leur première apparition officielle à la télévision américaine.

## Discographie

### Albums studio
- 2021 : One and All

### Singles
- 2018 : In a Second (一秒間)
- 2018 : ASAP
- 2019 : Broken Mirror (破鏡)
- 2019 : Reflection
- 2020 : Ignited
- 2020 : One and All
- 2021 : Warrior
- 2021 : The Beautiful Game
- 2021 : Boss
- 2021 : All In One
- 2021 : 12
- 2022 : Innerspace
- 2022 : We Are
- 2023 : Rumours
- 2023 : Sheesh
- 2023 : Catch a Vibe
- 2024 : Rocketstars
- 2024 : Hunt You Down
- 2025 : Indelible Mark (手印)